# Сатар
Хасан Сатар (персијски: ستار; Техеран, 19. новембар 1949) је ирански певач. Стекао је славу пре Иранске револуције и био је певач краљевској породици Пахлави све до политичких устанака крајем седамдесетих. Иселио се из Ирана 1978. и од тада живи у Сједињеним Америчким Државама.

## Биографија
Сатар је један од шесторо браће и сестара од азербејџанског оца (имигрант из Бакуа) и иранске мајке. Славу је стекао са двадесет две године кад му је изашла песма „Канех бедуш” за „Морад Баргхи”, популарна ТВ емисија из Ирана. Након ове емисије постао је поп-звезда. Следећи хит такође је био на емисији али овог пута на ТВ серији „Ђесеје ешк” коју је направио Мансур Пурманд. Чувена песма му је „Хамсафар”. Са преко тридесет пет година славе, Сатар има преко седамдесет хитова међу којима је песма знана широм света: „Гол е сангам”. А међу другим хитовима су „Шаздех канум”, „Гол е пунех”, „Акхарин талаш”, „Кашки шах будам”, „Кхаки” и још много сличних.
Сатар је снимио преко 270 песама и он је један од ретких персијских певача који зна да изводи традиционалну персијску и класичну музику. Сатар је проглашен за најбољи глас Европске уније у персијској поп музици. Због овога је добио почасни докторат од института ИФСИ 2004. и још много престижних награда после 2004. године.
За традиционалну/класичну музику, сврштен је међу првих пет мушких извођача те врсте музике. Сатар је освојио персијску академску награду и освојио је две златне персијске награде коју је признала Светска академија уметности, књижевности и мултимедије (WAALM) 2005. године.